# Campeonato de División Intermedia 1919 de la AAmF (Argentina)
El Campeonato de División Intermedia 1919 fue el torneo que constituyó la novena edición de la División Intermedia, la vigésima primera temporada de la segunda división de Argentina en la era amateur, y la primera edición organizada por la Asociación Amateurs de Football.
El certamen tuvo su inicio en octubre, luego de que cuatro clubes fueran expulsados y desafiliados del torneo homónimo de la Asociación Argentina, y fuesen afiliados a la Asociación Amateurs.
El torneo coronó campeón por primera vez a Barracas Central.
Por su parte, el torneo de la Asociación Argentina fue ganado por el Banfield.

## Incorporaciones
| Incorporados de la División Intermedia de la AAF |
| ------------------------------------------------ |
| Barracas Central                                 |
| Sp. Buenos Aires                                 |
| Quilmes                                          |

| Afiliados          |
| ------------------ |
| Ferro Carril Oeste |

## Sistema de disputa
Los participantes se enfrentaron bajo el sistema de todos contra todos a dos ruedas. El equipo que obtuvo más puntos se consagró campeón.

## Tabla de posiciones
| Pos. | Equipo             | Pts. | J | G | E | P |
| ---- | ------------------ | ---- | - | - | - | - |
| 1°   | Barracas Central   | —    | 6 | — | — | — |
| 2°   | Quilmes            | —    | 6 | — | — | — |
| 3°   | Ferro Carril Oeste | 3    | 6 | 1 | 1 | 4 |
| 4°   | Sp. Buenos Aires   | —    | 6 | — | — | — |

|  | Campeón. |

## Resultados
| Fecha           | Local              | Resultado | Visitante          |
| --------------- | ------------------ | --------- | ------------------ |
| 19 de octubre   | Ferro Carril Oeste | 1 - 2     | Barracas Central   |
| 26 de octubre   | Ferro Carril Oeste | 0 - 2     | Quilmes            |
| 2 de noviembre  | Sp. Buenos Aires   | 3 - 3     | Ferro Carril Oeste |
| 9 de noviembre  | Quilmes            | 1 - 0     | Ferro Carril Oeste |
| 16 de noviembre | Ferro Carril Oeste |           | Sp. Buenos Aires   |
| 28 de diciembre | Barracas Central   |           | Ferro Carril Oeste |

## Copa Campeonato
La Copa Campeonato de División Intermedia fue disputada por el ganador del Campeonato de División Intermedia y por el ganador del Torneo de Reservas de la Primera División.
|  | Barracas Central | vs. | Racing (II) |  |  |

|                                      |
|                                      |
| Campeón Barracas Central 1.er título |